# Pavao I. Šubić Bribirski
Pavao I. Šubić Birbirski (o. 1245. - ?, 1. svibnja 1312.), hrvatski ban, gospodar Bosne i najmoćniji član velikaške obitelji Šubić koju je, za svoje vladavine, podigao na najvišu razinu moći.
Vladao je Hrvatskom u vrijeme dinastičkog rata između zadnjeg Arpadovića i dinastije Anžuvinaca koja je polagala pravo na krunu Hrvatske i Ugarske. U takvim prilikama, uspio je osigurati za sebe i svoj rod nasljednost banske časti i upravu nad čitavom središnjom Hrvatskom, a upleo se aktivno i u sam proces riješavanja dinastičkog pitanja.

## Podrijetlo i obitelj
Najstariji je sin bribirskog kneza Stjepka II., a po majci je u rodbinskoj vezi s kraljevskom dinastijom Arpadovića. Rodio se oko 1245. godine. Imao je šestoro braće i sestara, od kojih je najznačajniji bio Mladen I.
Pavao je proširio moć i ugled svoje obitelji daleko izvan bribirske županije pa je u njegovo vrijeme obitelj Šubić imala u vlasti cijelu srednjovjekovnu Hrvatsku i Dalmaciju, a vlast im se protezala i na Bosnu s Humom. Pavao je imao petero sinova, a na položaju hrvatskog bana, naslijedio ga je najstariji, Mladen II. koji, međutim, nije uspio zadržati moć roda.

## Početak vladavine
Naslijedio je oca na čelu velikaškog roda Bribirskih. Vladao je iz utvrde Bribir, u kojoj je podigao i franjevački samostan, s a bazilikom Svete Marije. Prvi put se spomije kao bribirski knez godine 1272., a iste godine javlja se u izvorima kao trogirski načelnik. Godine 1273. imenovan je namjesnikom primorskog bana i splitskim knezom, a od 1274. postaje primorski ban. Iskoristivši slabosti oslabljene središnje vlasti, Pavao I. je, tijekom zadnjih desetljeća 13. stoljeća podvrgao svojoj vlasti sve hrvatske velikaše i dalmatinske gradove, a uspio je skršiti i moć omiških knezova Kačića te stekao Omiš i Neretvansku krajinu koju je uže povezao s Hrvatskom.
Kao primorski ban, morao je riješavati dugogodišnji spor između komuna Splita i Trogira, kao i onaj između Šibenika i Trogira. Pri izgradnji vlasti oslanjao se na svoju braću, kojoj je dijelio kneštva u dalmatinskim gradovima, ali i na druge članove roda.

## Dinastičke borbe i uspon Bribirskih
Godine 1290. umire kralj Ladislav IV. bez muškog potomka i počinju dugotrajne borbe arpadovske i anžuvinske dinastije za ugarsko prijestolje. Pravo na krunu sv. Stjepana istaknuli su Andrija, podrijetlom Mlečanin, navodni potomak dinastije Arpadovića u muškoj lozi i Karlo Martel iz dinastije Anžuvinaca, potomak Arpadovića po ženskoj liniji. Vlast nominalno preuzima Andrija III. Mlečanin, no ne uspijeva je učvrstiti zbog jake opozicije i nemogućnosti da u potpunosti dokaže svoje baštinsko pravo.:str. 214.:str. 205.
Budući da je i Andriji III. i napuljskom dvoru trebala podrška knezova Bribirskih, stali su ih pridobivati na razne načine, nudeći im povlastice. Tako je napuljski kralj Karlo II. u ime sina Karla Martela, darovao banu Pavlu u kolovozu 1292. čitavu Hrvatsku od Gvozda do Huma s nasljednim pravom i podčinio mu sve velikaše i plemiće na tom području:str. 205.-206., a zajamčio mu je i ovlasti nad dalmatinskim gradovima Splitom, Trogirom, Šibenikom, Ninom i Omišem. Sljedeće godine, kralj Andrija III. darovao je Pavlu i njegovom rodu čitavu hrvatsko-dalmatinsku banovinu i nasljedno bansko dostojanstvo. Međutim, kralj je ujedno zatražio da Bribirci priznaju njegovu majku Tomasinu Morosini za herceginju čitave Slavonije (područja od Dunava i Drave do mora), što je Pavao odbio prihvatiti:str. 216. te je 1293. titulu primorskog bana zamijenio titulom "bana Hrvata" (lat. banus Croatorum).
U međuvremenu, 1295. godine umro je anžuvinski pretendent na hrvatsko-ugarsko prijestolje, Karlo Martel, a novim baštinikom njegovih prava postaje njegov sin Karlo Robert.

## Vrhunac moći i smrt
Pavao Bribirski je krajem 13. stoljeća imao čitavu Hrvatsku, od Gvozda do Neretve u svojim rukama. Nosio je naslov bana Hrvata, kojem je 1299. godine pridodao i titulu "gospodara Bosne" (dominus Bosnae).:str. 212.
Kasnije, Pavao staje otvoreno na stranu Anžuvinaca i šalje svoga brata Jurja I. u Napulj da preveze Karla Roberta preko mora u Hrvatsku. U međuvremenu Karlo Robert dobiva podršku i velikaške obitelji Babonić.
Miha Madijev, splitski ljetopisac ovako je zabilježio dolazak Karla Roberta: "Ljeta Gospodnjega 1300. mjeseca kolovoza gospodin Karlo, unuk sicilskog kralja, doplovi po moru na galijama u Split, gdje je ostao mjesec dana ili gotovo dva."
Početkom siječnja 1301. godine umro je kralj Andrija III. Mlečanin, ne ostavivši nasljednika te je s njime izumrla dinastija Arpadovića. Po tom događaju, odveli su knezovi Bribirski Karla Roberta u Zagreb, odakle je otputovao u Ostrogon gdje ga je ostrogonski nadbiskup Grgur okrunio za hrvatsko-ugarskog kralja.:str. 212. Unatoč krunidbi, kralj Karlo I. nije uspio još gotovo desetljeće nametnuti svoju vlast u Ugarskoj, dok je njegova vlast u Hrvatskoj bila tek nominalno priznata. Ban Pavao je bio gotovo nezavisan vladar koji je takoreći obnovio doba hrvatskih narodnih vladara i vladao nad najvećim dijelom hrvatske države.:str. 212. Osim, središnjih dijelova Hrvatske, imao je pod svojom vlašću i Bosnu, koju je predao na upravu svom bratu Mladenu I., a 1311. godine osvojio je u ratu protiv Venecije i grad Zadar. Bio je na vrhuncu svoje moći, vladajući od Gvozda do Jadrana i do Drine, obnovivši stoga staru Hrvatsku. Iako se nije nikada krunio, bio je suvereni i samostalan vladar cijele Hrvatske (neokrunjeni kralj Hrvata), noseći titulu Ban Hrvata i gospodar Bosne. Svoju samostalnost iskazivao je i time što je dao kovati vlastiti novac.
Umro je 1. svibnja 1312. godine i pokopan u franjevačkoj crkvi Sv. Marije u Bribiru. Naslijedio ga je njegov sin Mladen II. za vrijeme kojega moć Šubića počinje slabiti.

## Potomstvo
Na osnovi dostupnih genealoških podataka, Pavao I. je imao pet sinova:
- Mladen II. (o. 1275. - o. 1341.) - ban Hrvata i Bosne (1312. – 1322.), gospodar humske zemlje, knez Dalmacije i Zadra (1311. – 1313.), splitski knez (1294.)
- Juraj II. (III.) (o. 1290. – 1328.) - splitski knez (1300.), tropoljski knez (1301.), knez dalmatinskih gradova (1303.)
- Pavao II. (o. 1295. – 1346.) - trogirski knez (1305. – 1315.) i ostrovički knez (1333. – 1346.)
- Grgur V. - šibenski knez (1320.) i ostrovički knez (1346. – 1347.)
- Marko IV. - bribirski knez (1322. – 1345.)